# 加藤隆久
加藤 隆久（かとう たかひさ、1934年〈昭和9年〉8月28日 - ）は、神職、神道学者、神戸女子大学名誉教授。

## 人物・来歴
岡山県生まれ。号・白鳳。父錂次郎が生田神社の宮司になり神戸に移住。甲南大学文学部国文科卒、國學院大學大学院神道学科博士課程満期退学。1986年「神道津和野教学の研究」で國學院大學文学博士。1961年生田神社神職。神社本庁常務理事を経て86年生田神社宮司。神社本庁長老。神戸女子大学文学部教授、家政学部教授、名誉教授。1997年神戸市文化賞受賞。2000年兵庫県文化賞受賞。2013年兵庫県県勢高揚功労賞受賞。神戸史談会会長、神戸芸術文化会議議長、神戸ビエンナーレ組織委員会会長、日本会議兵庫会長。日本民俗芸能団長として数多くの海外公演をおこなう。筒井康隆とは友人。

## 著書

### 単著
- 『神社の史的研究』桜楓社、1976年7月。
- 『へそだんご 神と人との出会い』同朋舎、1978年8月。
- 『神道津和野教学の研究』国書刊行会、1985年7月。
- 『花えびら 神と人との出会い』国書刊行会、1986年5月。
- 『敦盛の萩 神と人との出会い』国書刊行会、1997年6月。ISBN 9784336039699。
- 『神道文化研究の諸相』国書刊行会、1997年6月。ISBN 9784336039699。
- 『生田神社』学生社、2005年5月。ISBN 9784311407246。
  - 『生田神社』学生社〈学生社日本の神社シリーズ〉、2019年3月。ISBN 9784311801181。
- 『珍版 秋田語の教科書』三文舎、2009年4月。ISBN 9784903589015。
- 『生田の森 神と人との出会い』国書刊行会、2010年8月。ISBN 9784336052865。
- 『歌集 とつくにの旅』国書刊行会、2010年8月。ISBN 9784336052872。
- 『生田の杜とミナト神戸の事始め』戎光祥出版、2014年1月。ISBN 9784864031004。
- 『よみがえりの社と祭りのこころ』戎光祥出版、2014年6月。ISBN 9784864031127。
- 『神と人との出会い わが心の自叙伝』エピック、2018年1月。ISBN 9784899851974。

### 編集
- 『生田神社 神道史研究』生田神社社務所、1973年9月。
- 『岡熊臣集 神道津和野教学の研究』 上、国書刊行会、1985年7月。
- 『岡熊臣集 神道津和野教学の研究』 下、国書刊行会、1985年7月。
- 『神葬祭大事典』戎光祥出版、1997年11月。ISBN 9784900901025。
- 『熊野三山信仰事典』戎光祥出版〈神仏信仰事典シリーズ 5〉、1998年12月。ISBN 9784900901070。

### 共編
- 櫻井勝之進・加藤隆久編 編『平成版諸祭祝詞例文集成』国書刊行会、1999年8月。ISBN 9784336041890。

### 共編著
- 『祝詞用語用例辞典』加藤隆久・土肥誠・本澤雅史編著、戎光祥出版、2011年9月。ISBN 9784864030410。

### 監修
- 『熊野大神 蘇りの聖地と神々のちから』戎光祥出版〈イチから知りたい日本の神さま 1〉、2008年2月。ISBN 9784900901827。
- 『よみがえる生田の杜 生田神社第三回式年造替記念』生田神社々務所、2009年9月。

### 校注
- 『河内・和泉・摂津国』二宮正彦・加藤隆久校注、神道大系編纂会〈神道大系 神社編6〉、1981年3月。